# Сомов, Михаил Николаевич
Михаи́л Никола́евич Со́мов (1811—1875(?)) — землевладелец, предводитель дворянства Усманского уезда Тамбовской губернии и Одоевского уезда Тульской губернии. Почётный мировой судья.

## Биография
Родился в дворянской семье Сомовых.
Выпускник Главного инженерного училища (1829). Выпущен прапорщиком из нижнего офицерского класса во 2-й сапёрный батальон.
В 1833 году произведён в подпоручики. В 1836 году произведён в поручики. Штабс-капитан. Уволен 6 февраля 1842 года по болезни капитаном с мундиром.
В 1852 г. ходатайствовал о внесении его в 6 часть родословной книги Тамбовской губернии, но внесён по чину во 2 часть в 1854 г. В 1858 году внесён в 6 часть.
1854—1857 — Усманский предводитель дворянства.
Предводитель дворянства Одоевского уезда (1868—1870). Почётный мировой судья Одоевского уезда.

## Имения
с-цо Сомовка Усманского уезда.
село Ивановское Одоевского уезда. В имение был винокуренный завод.

## Семья
Жена: Ольга Степановна (1823—1868), урождённая Баранович. Из дворян Кирсановского уезда Тамбовской губернии.

### Сыновья
- Николай (1844 — ?). Судьба неизвестна.
- Константин (1848 — ?). Судьба неизвестна.
- Георгий (1852 — ?). Судьба неизвестна.
- Михаил (1858—1896). Выпускник Павловского военного училища. Капитан. Земский начальник Одоевского уезда. Землевладелец сельца Ивановское Одоевского уезда (400 дес.).

### Дочери
- Вера (1823—1903). В браке — Картавцева.
- Мария (1851—?). В браке — Телегина. Муж контр-адмирал Иван Алексеевич Телегин.
- Ольга (18.07.1858 —17.03.1930). В первом браке — Юрьева, во втором — Дикмиз-Хушт. Скончалась во Франции. Похоронена на кладбище Сент-Женевьев-де-Буа.
- Серафима (1862— ?). В браке — Ростовцева.